# جیبریل اواتارا
جیبریل اواتارا (انگلیسی: Djibril Ouattara؛ زادهٔ ۱۹ سپتامبر ۱۹۹۹) بازیکن فوتبال اهل بورکینافاسو است.
وی همچنین در تیم‌های ملی فوتبال زیر ۲۰ سال بورکینافاسو و بورکینافاسو بازی کرده است.